# Supercopa de Italia de voleibol masculino 2020
La Supercopa de Italia de voleibol masculino 2020, fue la 25° edición de la Supercopa de Italia realizada entre el 13 y el 25 de septiembre de 2020. El ganador fue el Sir Safety Perugia que consiguió su segundo triunfo seguido, el tercero en su historia.

## Formato
Participan a la competición los cuatro equipos mejor clasificados en la Regular Season 2019/20 al suspenderse el campeonato por la pandemia global del COVID-19. Los equipos se enfrentan en partidos de ida y vuelta en la semifinal y en partido único en la final, disputada en AGSM Forum de Verona.

## Equipos clasificados
- Lube Civitanova (1° clasificada en la Regular Season 2019/20)
- Pallavolo Modena (2° clasificada en la Regular Season 2019/20)
- Sir Safety Perugia (3° clasificada en la Regular Season 2019/20)
- Trentino Volley (4° clasificada en la Regular Season 2019/20)

## Resultados
|  | Semifinales | Semifinales           | Semifinales | Semifinales        |   |   | Final           | Final | Final |  |
|  |             |                       |             |                    |   |   |                 |       |       |  |
|  |             |                       |             |                    |   |   |                 |       |       |  |
|  | 1           | Lube Civitanova (sdo) | 2           | 3                  |   |   |                 |       |       |  |
|  | 1           | Lube Civitanova (sdo) | 2           | 3                  |   |   |                 |       |       |  |
|  | 4           | Trentino Volley       | 3           | 2                  |   |   |                 |       |       |  |
|  | 4           | Trentino Volley       | 3           | 2                  |   | 1 | Lube Civitanova | 2     |       |  |
|  |             |                       |             |                    |   | 1 | Lube Civitanova | 2     |       |  |
|  |             |                       | 3           | Sir Safety Perugia | 3 |   |                 |       |       |  |
|  | 2           | Pallavolo Modena      | 3           | Sir Safety Perugia | 3 | 0 | 3               |       |       |  |
|  | 2           | Pallavolo Modena      |             |                    |   | 0 | 3               |       |       |  |
|  | 3           | Sir Safety Perugia    | 3           | 2                  |   |   |                 |       |       |  |
|  | 3           | Sir Safety Perugia    | 3           | 2                  |   |   |                 |       |       |  |
|  |             |                       |             |                    |   |   |                 |       |       |  |

### Semifinales
Ida
| Fecha | Pabellón                | Partido                               | Resultado                              |
| ----- | ----------------------- | ------------------------------------- | -------------------------------------- |
| 13/09 | BLM Group Arena, Trento | Trentino Volley - Lube Civitanova     | 3-2 (21-25, 25-19, 16-25, 25-21, 15-9) |
| 13/09 | PalaBarton, Perusa      | Sir Safety Perugia - Pallavolo Modena | 3-0 (26-24, 25-23, 25-20)              |

Vuelta
| Fecha | Pabellón                           | Partido                               | Resultado                                                |
| ----- | ---------------------------------- | ------------------------------------- | -------------------------------------------------------- |
| 20/09 | Eurusuole Forum, Civitanova Marche | Lube Civitanova - Trentino Volley     | 3-2 (25-18, 22-25, 25-19, 20-25, 15-11) set de oro 15-12 |
| 20/09 | PalaPanini, Modena                 | Pallavolo Modena - Sir Safety Perugia | 3-2 (25-22, 25-20, 14-25, 26-28, 15-12)                  |

### Final
| Fecha | Pabellón           | Partido                              | Resultado                               |
| ----- | ------------------ | ------------------------------------ | --------------------------------------- |
| 25/09 | AGSM Forum, Verona | Lube Civitanova - Sir Safety Perugia | 2-3 (25-22, 23-25, 19-25, 25-19, 14-16) |

|                                        |
|                                        |
| Campeón Sir Safety Perugia 3.er título |